# رياض محرز
رياض كريم محرز (مواليد 21 فبراير 1991) هو لاعب كرة قدم جزائري محترف يلعب في مركز الجناح مع نادي الأهلي السعودي في دوري المحترفين، ويشغل منصب قائد المنتخب الجزائري.
بدأ رياض محرز مسيرته كلاعب شاب في نادي أيه أيه أس سارسيل الفرنسي. انتقل إلى الاحتراف في عام 2009 مع  نادي كويمبيريوس، حيث لعب لموسم واحد فقط قبل الانتقال إلى نادي لوهافر، حيث قضى معهم ثلاث سنوات، لعب في البداية مع الفريق الاحتياطي، ثم أصبح لاعبًا أساسيًا في الفريق الأول. في يناير 2014، وقع محرز مع نادي ليستر سيتي الإنجليزي، وساهم في فوزهم بدوري الدرجة الأولى الإنجليزية والتأهل إلى الدوري الإنجليزي الممتاز في نهاية موسمه الأول. في موسم 2015-2016، حصل على جائزة أفضل لاعب جزائري، وجائزة أفضل لاعب في إنجلترا من رابطة اللاعبين المحترفين، وكان ضمن  فريق العام من اتحاد لاعبي كرة القدم المحترفين، حيث ساعد ليستر سيتي على الفوز بالدوري الإنجليزي الممتاز.
في عام 2018، انتقل محرز إلى نادي مانشستر سيتي، حيث فاز بالدوري الإنجليزي الممتاز، وكأس الاتحاد الإنجليزي، وكأس الرابطة الإنجليزية في موسمه الأول. واستمر في تحقيق المزيد من النجاحات مع السيتي، حيث فاز بأربعة ألقاب أخرى في الدوري الإنجليزي، وكأس الاتحاد الإنجليزي، وكأس الرابطة، ودوري أبطال أوروبا في موسم 2022-2023، كجزء من الثلاثية القارية.
ولد محرز في فرنسا، وشارك لأول مرة مع منتخب الجزائر في عام 2014. مثل بلاده في كأس العالم 2014، وشارك في كأس الأمم الأفريقية في أعوام 2015 و2017 و2019 و2021 و2023، حيث توج بلقب البطولة في 2019. في عام 2016، تم اختياره كأفضل لاعب كرة قدم أفريقي من قبل الاتحاد الأفريقي لكرة القدم.

## حياته المبكرة
وُلِد رياض محرز في سارسيل، فرنسا، لأب جزائري وأم من أصل جزائري ومغربي. والده أحمد كان من منطقة بني سنوس في ولاية تلمسان. أثناء طفولته، كان محرز يقضي إجازاته بانتظام في الجزائر، مما عزز ارتباطه بجذوره الجزائرية. من أصدقاء طفولته كان لاعب كرة القدم وسام بن يدر.
كان والد محرز لاعب كرة قدم في الجزائر، وكان له تأثير كبير في حياته. عندما كان محرز في الخامسة عشرة من عمره، توفي والده إثر نوبة قلبية. قال محرز في وقت لاحق: «لا أعرف ما إذا كنت قد بدأت أكون أكثر جدية، ولكن بعد وفاة والدي بدأت الأمور تتجه إلي. ربما في رأسي ، كنت أرغب في ذلك أكثر».

## مسيرته الكروية

### بدايته المبكرة
على الرغم من تجاهل الفرق له في كثير من الأحيان بسبب بنيته النحيلة، فقد طور رياض محرز مهارات استثنائية مع الكرة لفتت الانتباه إليه.
في عام 2004، انضم إلى نادي أيه أيه أس سارسيل. ثم في عام 2009، انتقل إلى نادي كويمبيريوس، حيث شارك في 22 مباراة وسجل هدفين في موسمه الأول. خلال هذه الفترة، كان يعيش مع ماثياس بوغبا.
في عام 2010، انضم محرز إلى نادي لوهافر، رغم العروض المقدمة له من فرق فرنسية كبيرة مثل باريس سان جيرمان ومارسيليا، حيث جذبته أكاديمية الشباب في لوهافر. بدأ اللعب مع الفريق الاحتياطي قبل أن يشارك في 60 مباراة ويسجل 6 أهداف مع الفريق الأول في الدوري الفرنسي الدرجة الثانية حتى مغادرته في يناير 2014. وقد انتقد محرز الدوري الفرنسي الدرجة الثانية لما اعتبره اعتمادًا كبيرًا على الدفاع، والتركيز على التعادلات السلبية في معظم المباريات.

### ليستر سيتي

#### موسم 2013–14
بينما كان محرز يلعب مع لوهافر، كان الكشاف في نادي ليستر سيتي الإنجليزي، ستيف والش، يراقب زميله في الفريق ريان مينديش، لكنه أعجب بمحرز بدلاً من ذلك. لم يكن محرز قد سمع من قبل عن ليستر، واعتقد في البداية أنه نادٍ للرغبي. في 11 يناير 2014، وقع عقدًا مدته ثلاث سنوات ونصف.
كان أصدقاؤه وعائلته في البداية متشككين في انتقاله إلى كرة القدم الإنجليزية بسبب طبيعتها الجسدية، حيث اعتقدوا أن أسلوب لعبه سيكون أكثر ملاءمة للدوري الإسباني.
شارك محرز لأول مرة في 25 يناير 2014، حيث دخل كبديل في الدقيقة 79 ليحل محل زميله الجناح لويد داير، في المباراة التي انتهت بفوز ليستر 2–0 على ميدلزبرة. بعد خوضه أربع مباريات كبديل مع ليستر، بما في ذلك تسجيل هدفه الأول للنادي، وهو هدف التعادل في الدقيقة 82 ضد غريمه المحلي نوتينغهام فورست، أعلن المدير نايجل بيرسون في فبراير 2014 أنه يعتقد أن محرز مستعد لبدء المباريات كأساسي. أنهى ليستر الموسم بصفته بطل البطولة، وعاد إلى الدوري الإنجليزي الممتاز للمرة الأولى منذ عشر سنوات.

#### موسم 2014–15
شارك محرز لأول مرة في الدوري الإنجليزي الممتاز في 16 أغسطس 2014، وسجل هدفه الأول في الدوري في 4 أكتوبر 2014، خلال مباراة انتهت بالتعادل 2–2 مع بيرنلي. كان محرز جزءًا من فريق ليستر الذي حقق الفوز في سبع من مبارياته التسع الأخيرة في ذلك الموسم، مما ساعد الفريق على تجنب الهبوط إلى الدوري. سجل هدفين في الفوز 2–0 على ساوثهامبتون في 9 مايو، وأنهى الموسم برصيد أربعة أهداف وثلاث تمريرات حاسمة من 30 مباراة.

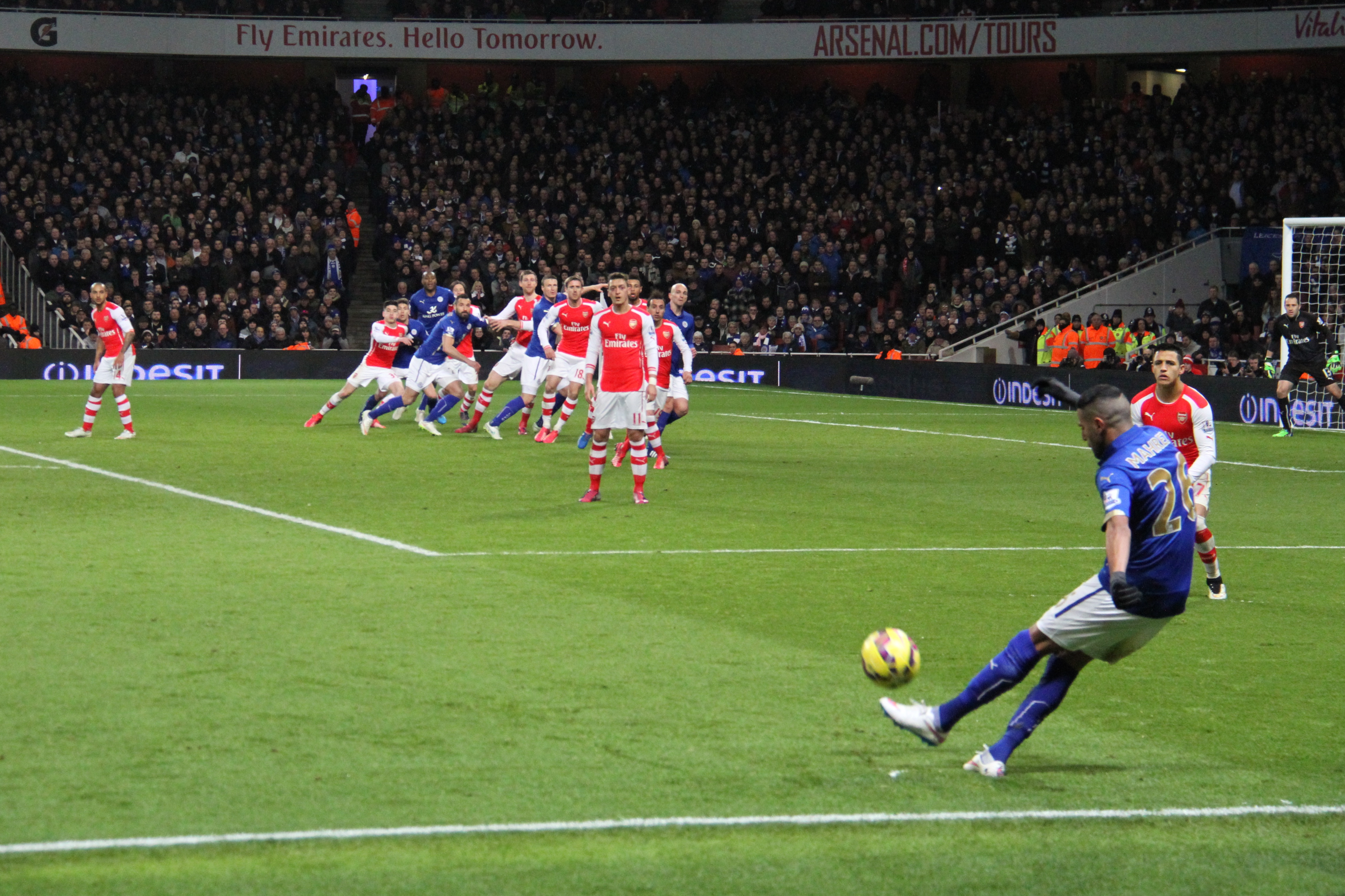
محرز ينفذ ركلة حرة خارج أرضه أمام أرسنال في فبراير 2015.

#### موسم 2015–16: تحقيق معجزة الدوري
وقع محرز عقدًا جديدًا لمدة أربع سنوات مع ليستر في أغسطس 2015. في 8 أغسطس 2015، سجل هدفين في المباراة الافتتاحية للموسم ضد سندرلاند، والتي انتهت بفوز ليستر 4–2.
بعد تسجيله لأربعة أهداف في المباريات الأربع الافتتاحية لموسم 2015–16، تم ترشيح محرز لجائزة لاعب الشهر في الدوري الإنجليزي الممتاز. بحلول 3 نوفمبر 2015، كان قد سجل سبعة أهداف في 10 مباريات بالدوري. في 5 ديسمبر، سجل محرز في فوز ليستر على سوانزي سيتي 3–0، ليصبح أول جزائري يسجل هاتريك في الدوري الإنجليزي الممتاز، ويصل إلى هدفه العاشر في الدوري هذا الموسم.
تلقى محرز وشركاؤه في خط الوسط، مارك ألبرايتون، ونغولو كانتي، وداني درينكووتر، استحسانًا لدورهم في بداية موسم ليستر، حيث وصف المدير كلاوديو رانييري محرز والمهاجم جيمي فاردي بأنهما "لا يقدران بثمن" قبل فترة انتقالات يناير.
في يناير 2016، قيل إن قيمة انتقال محرز ارتفعت من 4.5 مليون جنيه إسترليني إلى 30.1 مليون جنيه إسترليني، مما جعله من بين أفضل 50 لاعبًا في أوروبا. أدت شعبية محرز في وطنه إلى حصول ليستر على ما يقرب من ثلاثة أضعاف عدد المعجبين على فيسبوك في الجزائر مقارنة بالمملكة المتحدة. أصبح صالون الحلاقة في سارسيل، الذي كان يتردد عليه منذ طفولته، وجهة للمعجبين من مناطق بعيدة مثل بلجيكا، الذين رغبوا في الحصول على نفس قصة الشعر.
كان محرز أحد لاعبي ليستر الأربعة الذين تم اختيارهم ضمن فريق العام من اتحاد لاعبي كرة القدم المحترفين في أبريل 2016، وفي وقت لاحق من ذلك الشهر فاز بجائزة أفضل لاعب في إنجلترا، ليكون أول أفريقي يحصل على هذه الجائزة. وعندما أنهى ليستر الموسم كبطل، أصبح محرز أول جزائري يفوز بميدالية الدوري الإنجليزي الممتاز.

#### موسم 2016–17
وقع محرز عقدًا جديدًا لمدة أربع سنوات مع ليستر في أغسطس 2016. في أكتوبر 2016، تم ترشيحه لجائزة الكرة الذهبية،  حيث احتل المركز السابع. كما حصل على جائزة بي بي سي لأفضل لاعب أفريقي في ديسمبر من نفس العام.

على الرغم من أن موسم محرز لم يكن كبيرًا خاصة مع تراجع مستوى ليستر، إلا أنه ساهم في وصول الفريق إلى ربع نهائي دوري أبطال أوروبا للمرة الأولى، حيث سجل أربعة أهداف وصنع هدفين. في 6 مايو، لعب محرز مباراته رقم 100 في الدوري الإنجليزي الممتاز مع ليستر ضد واتفورد، وسجل هدفًا في هذه المباراة.

#### موسم 2017–18
في نهاية موسم 2016–17، أعلن محرز رغبته في مغادرة النادي. عقب هذا الإعلان، صرح مدرب أرسنال، أرسين فينغر، عن اهتمامه بالتعاقد مع محرز، لكنه رفض عرضًا من روما الإيطالي في يوليو 2017. في أغسطس من نفس العام، تحدث محرز عن "تركيزه" على الرغم من مستقبله غير المؤكد مع النادي.
في 31 أغسطس، اليوم الأخير من فترة الانتقالات، أفادت الاتحادية الجزائرية لكرة القدم بأنها سمحت لمحرز بمغادرة المنتخب الوطني والسفر سريعًا إلى أوروبا لاستكمال انتقاله إلى نادٍ مهتم به، ولكن لم يتم هذا الانتقال. في يناير 2018، طلب محرز مرة أخرى الانتقال عن النادي، وبعد فشل الانتقال إلى مانشستر سيتي، توقف عن حضور التدريبات في ليستر.
انتقد المعلق واللاعب السابق كريس سوتون سلوكه، بينما كان محرز يدافع عن نفسه ويصف "الادعاءات غير الصحيحة" حول غيابه عن الفريق، وقدم شكره لاحقًا لزملائه في الفريق على دعمهم.

### مانشستر سيتي

#### موسم 2018–19
في 10 يوليو 2018، أعلن مانشستر سيتي عن توقيع عقد مدته خمس سنوات مع محرز. جعلت رسوم انتقاله البالغة 60 مليون جنيه إسترليني منه أغلى لاعب كرة قدم أفريقي، وكذلك أغلى صفقة في تاريخ نادي ليستر سيتي. صرح محرز بأنه يسعى للفوز بدوري أبطال أوروبا مع النادي.
شارك محرز لأول مرة في 5 أغسطس، حيث ساهم في فوز سيتي على تشيلسي 2–0 ليتوج بدرع الاتحاد الإنجليزي 2018 على ملعب ويمبلي. في 22 سبتمبر 2018، دخل كبديل في الدقيقة 61 وسجل هدفين ضد كارديف سيتي، ليكون ذلك الهدف الأول له مع مانشستر سيتي.
في 29 أكتوبر 2018، سجل محرز الهدف الوحيد لمانشستر سيتي في الفوز 1–0 خارج أرضه على توتنهام هوتسبير، واهدى الهدف إلى فيشاي سريفادانابرابها، المالك السابق لناديه السابق ليستر سيتي، الذي توفي مؤخرًا في حادث تحطم مروحية ليستر سيتي.
في 24 فبراير 2019، أضاف محرز لقبًا ثانيًا له مع مانشستر سيتي، حيث توج بكأس رابطة الأندية الإنجليزية المحترفة ضد تشيلسي، وحصل على جائزة أفضل لاعب في البطولة رغم عدم مشاركته في النهائي.
في نهاية موسمه الأول مع مانشستر سيتي، وعلى الرغم من "محدودية وقت لعبه" (حيث شارك في 14 مباراة فقط في الدوري)، توج محرز بلقب الدوري الإنجليزي الممتاز للمرة الثانية، وهي الأولى له مع مانشستر سيتي، ليصبح ثاني لاعب أفريقي يفوز بلقب الدوري مع فريقين مختلفين بعد كولو توريه. وأكد محرز أنه لن يغادر سيتي على الرغم من قلة مشاركاته، مشيرًا إلى أن الموسم الأول سيكون صعبًا، ولكنه واثق من إمكانياته. وبعد أسبوع من نهائي كأس الاتحاد الإنجليزي، حقق لقبه الرابع هذا الموسم بفوز فريقه على واتفورد 6–0، ليصبح أول لاعب أفريقي يحقق الثلاثية المحلية بعد الفوز بكأس الرابطة والدوري.

#### موسم 2019–20
في أغسطس 2019، غاب محرز عن درع المجتمع الإنجليزي 2019 بسبب مخاوف تتعلق بالأدوية التي قدمها له المنتخب الوطني الجزائري. ومع ذلك، عاد محرز ليبدأ مباراة مانشستر سيتي الافتتاحية في الدوري، حيث حقق الفريق فوزًا ساحقًا 5–0 على وست هام يونايتد. في هذه المباراة، كان له دور بارز، حيث شارك في جميع أهداف فريقه الخمسة، وقدم تمريرتين حاسمتين لصاحب الهاتريك رحيم ستيرلينغ، بالإضافة إلى التسبب في ركلة جزاء لصالح سيرخيو أغويرو.

#### موسم 2020–21
في 28 نوفمبر 2020، سجل محرز أول هاتريك له مع مانشستر سيتي في الفوز الكبير 5–0 على ضيفه بيرنلي في الدوري. وفي 4 مايو 2021، تألق محرز مرة أخرى، حيث سجل هدفين في الفوز 2–0 على باريس سان جيرمان في مباراة الإياب من نصف نهائي دوري أبطال أوروبا، ليقود فريقه إلى أول نهائي في تاريخ النادي في البطولة.

#### موسم 2021–22
في 6 مارس 2022، سجل رياض محرز هدفين في فوز فريقه 4–1 على مانشستر يونايتد. في دوري أبطال أوروبا، حقق رقمًا قياسيًا بتسجيله سبعة أهداف، كان آخرها في مباراة إياب نصف النهائي خارج الأرض ضد ريال مدريد، حيث منح فريقه التقدم 1–0 قبل أن يتم استبداله. ومع ذلك، نجح الفريق الخصم في قلب نتيجة المباراة بأهداف متأخرة ووقت إضافي، ليفوز 3–1 (6–5 في مجموع المباراتين) ويتأهل إلى النهائي.
سجل محرز 24 هدفًا في جميع المسابقات، وهو أفضل سجل شخصي له في موسم واحد، مما أهله للترشح لجائزة الكرة الذهبية.

#### موسم 2022–23
في 15 يوليو 2022، أعلن مانشستر سيتي عن تمديد عقد رياض محرز لعامين إضافيين، مما سيبقيه في النادي حتى عام 2025. في 22 فبراير 2023، سجل هدفه العشرين في دوري أبطال أوروبا خلال تعادل فريقه 1–1 خارج أرضه ضد آر بي لايبزيج في دور الستة عشر، ليصبح خامس لاعب أفريقي يحقق هذا الإنجاز.
في 22 أبريل 2023، أصبح محرز أول لاعب يسجل ثلاثية في نصف نهائي كأس الاتحاد الإنجليزي منذ أليكس داوسون في عام 1958، حيث أحرز ثلاثة أهداف في فوز فريقه 3–0 على شيفيلد يونايتد. في 10 يونيو، حقق مانشستر سيتي الفوز 1–0 على إنتر ميلان في نهائي دوري أبطال أوروبا، ليصبح محرز ثاني جزائري يفوز بالمسابقة بعد رابح ماجر في عام 1987. علاوة على ذلك، حصل محرز على الثلاثية القارية مع ناديه، على الرغم من عدم مشاركته في نهائي كأس الاتحاد الإنجليزي ودوري أبطال أوروبا.

#### النادي الأهلي السعودي
في 19 يوليو 2023، ذكرت هيئة الإذاعة البريطانية أن مانشستر سيتي قد وافق على صفقة انتقال رياض محرز إلى نادي الأهلي السعودي مقابل رسوم انتقال قدرها 30 مليون جنيه إسترليني. تم تأكيد الانتقال في 28 يوليو 2023، حيث وقع محرز عقدًا مع الأهلي يمتد حتى عام 2027. في 11 أغسطس 2023، قدم محرز تمريرته الحاسمة الأولى مع الأهلي في أول مباراة تنافسية له، حيث ساعد روبرتو فيرمينو في تحقيق الفوز على نادي الحزم.

## مسيرته الدولية

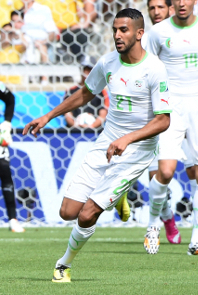
محرز يلعب للجزائر ضد بلجيكا في كأس العالم 2014.

في نوفمبر 2013، أعرب رياض محرز، المولود في فرنسا، عن رغبته في تمثيل الجزائر دوليًا. تم استدعاؤه إلى التشكيلة المؤقتة للمنتخب الجزائري في كأس العالم 2014. في 31 مايو 2014، شارك محرز لأول مرة دوليًا مع "ثعالب الصحراء" كلاعب أساسي في مباراة ودية قبل كأس العالم ضد أرمينيا، وتم استدعاؤه لاحقًا إلى الفريق المشارك في البطولة في 2 يونيو.
انتقدت وسائل الإعلام الجزائرية إدراج اسمه في التشكيلة، وزعمت أنه دفع للمدرب وحيد خليلهودزيتش مقابل الحصول على مكان في الفريق. لعب محرز في مباراة المجموعة الافتتاحية أمام بلجيكا، ثم جلس على دكة البدلاء لما تبقى من البطولة، حيث وصلت الجزائر إلى دور الـ16.
في 15 أكتوبر 2014، سجل رياض محرز هدفه الدولي الأول، بالإضافة إلى صناعة هدف إسلام سليماني في مباراة الجزائر ضمن تصفيات كأس الأمم الأفريقية 2015، والتي انتهت بفوز الجزائر 3–0 على مالاوي. في ديسمبر 2014، تم اختياره كأحد لاعبي المنتخب الجزائري للمشاركة في نهائيات البطولة لأول مرة.
في الجولة الثانية من تصفيات كأس العالم 2018 ضد تنزانيا، ساهم محرز في تأهل منتخب بلاده إلى مرحلة المجموعات، حيث سجل هدفًا وصنع هدف كارل مجاني. كما اختير محرز ضمن تشكيلة المنتخب الجزائري بقيادة المدرب جورج ليكنز للمشاركة في كأس الأمم الأفريقية 2017 في الغابون. في مباراتهم الافتتاحية، سجل محرز كلا الهدفين في التعادل 2–2 مع زيمبابوي، وحصل على جائزة رجل المباراة.
في أكتوبر 2017، ومع انتهاء فرص الجزائر في التأهل إلى كأس العالم 2018، تم استبعاد رياض محرز وزميله في فريق ليستر، إسلام سليماني، من المنتخب الوطني، حيث قام المدرب لوكاس ألكاراز باختيار عدة لاعبين جدد.
في 18 نوفمبر 2018، خلال تصفيات كأس الأمم الأفريقية 2019، سجل محرز هدفين في الفوز 4–1 خارج أرضه على توغو، ليكون هذا هدفه الأول مع المنتخب الوطني منذ كأس الأمم الأفريقية 2017، حيث قاد الجزائر إلى التأهل لكأس الأمم الأفريقية 2019.
في مايو 2019، تم اختيار رياض محرز ضمن قائمة المنتخب الجزائري المكونة من 23 لاعبًا لكأس الأمم الأفريقية 2019. بقرار من المدرب جمال بلماضي، تم تعيين محرز قائدًا للمنتخب في البطولة.
سجل محرز هدفًا في الدقيقة 95 خلال الفوز 2–1 على نيجيريا في نصف نهائي المسابقة. في وقت لاحق، تمكنت الجزائر من الفوز بالبطولة، وهي الأولى لها منذ عام 1990.
كان رياض محرز قائدًا للمنتخب الجزائري في بطولة كأس الأمم الأفريقية 2021 المؤجلة، والتي أُقيمت في يناير 2022.

## حياته الشخصية
تزوج رياض محرز من صديقته الإنجليزية ريتا جوهال في عام 2015، وولدت ابنتهما في وقت لاحق من ذلك العام. في يونيو 2019، أُمر الزوجان، اللذان كان لديهما في ذلك الوقت ابنتان، بدفع أكثر من 3,600 جنيه إسترليني كأجور غير مدفوعة لمربية سابقة.
في أكتوبر 2020، تم التأكيد على أن محرز بدأ علاقة جديدة مع عارضة الأزياء تايلور وارد بعد انفصاله عن جوهال. وأعلنا خطوبتهما في 21 يونيو 2021، وللزوجين ابنة وُلدت في يوليو 2022.
محرز مسلم ممارس. في يونيو 2017، قام بأداء العمرة في مكة.
في مايو 2020، فقد محرز أشياء ثمينة بمئات الآلاف من الجنيهات بعد تعرض شقته البنتهاوس في مانشستر للسطو.
في 7 سبتمبر 2020، ثبتت إصابته بمرض فيروس كورونا.

## الإحصائيات

### النادي
آخر تحديث 2 سبتمبر 2023.
| النادي       | الموسم   | الدوري                        | الدوري | الدوري  | الكأس الوطني | الكأس الوطني | كأس الدوري | كأس الدوري | أوروبا | أوروبا  | أخرى   | أخرى    | المجموع | المجموع |
| النادي       | الموسم   | الدرجة                        | الظهور | الأهداف | الظهور       | الأهداف      | الظهور     | الأهداف    | الظهور | الأهداف | الظهور | الأهداف | الظهور  | الأهداف |
| ------------ | -------- | ----------------------------- | ------ | ------- | ------------ | ------------ | ---------- | ---------- | ------ | ------- | ------ | ------- | ------- | ------- |
| كويمبيريوس   | 2009–10  | الدوري الفرنسي الدرجة الرابعة | 27     | 1       | 0            | 0            | —          | —          | —      | —       | —      | —       | 27      | 1       |
| لوهافر       | 2010–11  | الدوري الفرنسي الدرجة الرابعة | 32     | 13      | 0            | 0            | 0          | 0          | —      | —       | —      | —       | 32      | 13      |
| لوهافر       | 2011–12  | الدوري الفرنسي الدرجة الرابعة | 25     | 11      | 0            | 0            | 0          | 0          | —      | —       | —      | —       | 25      | 11      |
| لوهافر       | 2012–13  | الدوري الفرنسي الدرجة الرابعة | 3      | 0       | 0            | 0            | 0          | 0          | —      | —       | —      | —       | 3       | 0       |
| لوهافر       | المجموع  | المجموع                       | 60     | 24      | 0            | 0            | 0          | 0          | —      | —       | —      | —       | 60      | 24      |
| لوهافر       | 2011–12  | الدوري الفرنسي الدرجة الثانية | 9      | 0       | 0            | 0            | 0          | 0          | —      | —       | —      | —       | 9       | 0       |
| لوهافر       | 2012–13  | الدوري الفرنسي الدرجة الثانية | 34     | 4       | 4            | 1            | 1          | 0          | —      | —       | —      | —       | 39      | 5       |
| لوهافر       | 2013–14  | الدوري الفرنسي الدرجة الثانية | 17     | 2       | 0            | 0            | 2          | 3          | —      | —       | —      | —       | 19      | 5       |
| لوهافر       | المجموع  | المجموع                       | 60     | 6       | 4            | 1            | 3          | 3          | —      | —       | —      | —       | 67      | 10      |
| ليستر سيتي   | 2013–14  | دوري البطولة الإنجليزية       | 19     | 3       | 0            | 0            | 0          | 0          | —      | —       | —      | —       | 19      | 3       |
| ليستر سيتي   | 2014–15  | الدوري الإنجليزي الممتاز      | 30     | 4       | 1            | 0            | 1          | 0          | —      | —       | —      | —       | 32      | 4       |
| ليستر سيتي   | 2015–16  | الدوري الإنجليزي الممتاز      | 37     | 17      | 0            | 0            | 2          | 1          | —      | —       | —      | —       | 39      | 18      |
| ليستر سيتي   | 2016–17  | الدوري الإنجليزي الممتاز      | 36     | 6       | 2            | 0            | 0          | 0          | 9      | 4       | 1      | 0       | 48      | 10      |
| ليستر سيتي   | 2017–18  | الدوري الإنجليزي الممتاز      | 36     | 12      | 3            | 0            | 2          | 1          | —      | —       | —      | —       | 41      | 13      |
| ليستر سيتي   | المجموع  | المجموع                       | 158    | 42      | 6            | 0            | 5          | 2          | 9      | 4       | 1      | 0       | 179     | 48      |
| مانشستر سيتي | 2018–19  | الدوري الإنجليزي الممتاز      | 27     | 7       | 5            | 2            | 5          | 2          | 6      | 1       | 1      | 0       | 44      | 12      |
| مانشستر سيتي | 2019–20  | الدوري الإنجليزي الممتاز      | 33     | 11      | 5            | 0            | 5          | 1          | 7      | 1       | 0      | 0       | 50      | 13      |
| مانشستر سيتي | 2020–21  | الدوري الإنجليزي الممتاز      | 27     | 9       | 4            | 0            | 5          | 1          | 12     | 4       | —      | —       | 48      | 14      |
| مانشستر سيتي | 2021–22  | الدوري الإنجليزي الممتاز      | 28     | 11      | 4            | 4            | 2          | 2          | 12     | 7       | 1      | 0       | 47      | 24      |
| مانشستر سيتي | 2022–23  | الدوري الإنجليزي الممتاز      | 30     | 5       | 5            | 5            | 2          | 2          | 9      | 3       | 1      | 0       | 47      | 15      |
| مانشستر سيتي | المجموع  | المجموع                       | 145    | 43      | 23           | 11           | 19         | 8          | 46     | 16      | 3      | 0       | 236     | 78      |
| الأهلي       | 2023–24  | دوري المحترفين السعودي        | 5      | 2       | 0            | 0            |            |            |        |         |        |         | 4       | 2       |
| الأهلي       | المجموع  |                               |        |         |              |              |            |            |        |         |        |         |         |         |
| الإجمالي     | الإجمالي | الإجمالي                      | 455    | 118     | 33           | 12           | 27         | 13         | 55     | 20      | 4      | 0       | 573     | 1       |

1. 1 2 3 4 5 6  المباريات في دوري أبطال أوروبا
2. 1 2 3 4  المباريات في درع الاتحاد الإنجليزي

### المنتخب
آخر تحديث 20 يونيو 2023.
| المنتخب الوطني | العام   | الظهور | الأهداف |
| -------------- | ------- | ------ | ------- |
| الجزائر        | 2014    | 9      | 2       |
| الجزائر        | 2015    | 13     | 2       |
| الجزائر        | 2016    | 5      | 2       |
| الجزائر        | 2017    | 8      | 2       |
| الجزائر        | 2018    | 8      | 2       |
| الجزائر        | 2019    | 14     | 5       |
| الجزائر        | 2020    | 4      | 3       |
| الجزائر        | 2021    | 9      | 8       |
| الجزائر        | 2022    | 9      | 2       |
| الجزائر        | 2023    | 4      | 2       |
| المجموع        | المجموع | 83     | 30      |

قائمة الأهداف والنتائج مع منتخب الجزائر الأول.
| #  | التاريخ        | المكان                                     | الخصم    | الهدف | النتيجة | المنافسة                        |
| -- | -------------- | ------------------------------------------ | -------- | ----- | ------- | ------------------------------- |
| 1  | 15 أكتوبر 2014 | ملعب مصطفى تشاكر، البليدة، الجزائر         | مالاوي   | 2–0   | 3–0     | تصفيات كأس الأمم الأفريقية 2015 |
| 2  | 15 نوفمبر 2014 | ملعب مصطفى تشاكر، البليدة، الجزائر         | إثيوبيا  | 2–1   | 3–1     | تصفيات كأس الأمم الأفريقية 2015 |
| 3  | 27 يناير 2015  | الملعب الجديد، مالابو، غينيا الاستوائية    | السنغال  | 1–0   | 2–0     | كأس الأمم الأفريقية 2015        |
| 4  | 17 نوفمبر 2015 | ملعب مصطفى تشاكر، البليدة، الجزائر         | تنزانيا  | 3–0   | 7–0     | تصفيات كأس العالم 2018          |
| 5  | 4 سبتمبر 2016  | ملعب مصطفى تشاكر، البليدة، الجزائر         | ليسوتو   | 2–0   | 6–0     | تصفيات كأس الأمم الأفريقية 2017 |
| 6  | 4 سبتمبر 2016  | ملعب مصطفى تشاكر، البليدة، الجزائر         | ليسوتو   | 6–0   | 6–0     | تصفيات كأس الأمم الأفريقية 2017 |
| 7  | 15 يناير 2017  | ملعب فرانسفيل، فرانسفيل، الغابون           | زيمبابوي | 1–0   | 2–2     | كأس الأمم الأفريقية 2017        |
| 8  | 15 يناير 2017  | ملعب فرانسفيل، فرانسفيل، الغابون           | زيمبابوي | 2–2   | 2–2     | كأس الأمم الأفريقية 2017        |
| 9  | 18 نوفمبر 2018 | الملعب المحلي، لومي، توغو                  | توغو     | 1–0   | 4–1     | تصفيات كأس الأمم الأفريقية 2019 |
| 10 | 18 نوفمبر 2018 | الملعب المحلي، لومي، توغو                  | توغو     | 3–0   | 4–1     | تصفيات كأس الأمم الأفريقية 2019 |
| 11 | 23 يونيو 2019  | ملعب 30 يونيو، القاهرة، مصر                | كينيا    | 2–0   | 2–0     | كأس الأمم الأفريقية 2019        |
| 12 | 7 يوليو 2019   | ملعب 30 يونيو، القاهرة، مصر                | غينيا    | 2–0   | 3–0     | كأس الأمم الأفريقية 2019        |
| 13 | 14 يوليو 2019  | ستاد القاهرة الدولي، القاهرة، مصر          | نيجيريا  | 2–1   | 2–1     | كأس الأمم الأفريقية 2019        |
| 14 | 15 أكتوبر 2019 | ملعب بيار موروا، ليل، فرنسا                | كولومبيا | 2–0   | 3–0     | ودية                            |
| 15 | 15 أكتوبر 2019 | ملعب بيار موروا، ليل، فرنسا                | كولومبيا | 3–0   | 3–0     | ودية                            |
| 16 | 13 أكتوبر 2020 | ملعب كارز جينز، لاهاي، هولندا              | المكسيك  | 2–2   | 2–2     | ودية                            |
| 17 | 12 نوفمبر 2020 | ملعب 5 جويلية 1962، مدينة الجزائر، الجزائر | زيمبابوي | 3–0   | 3–1     | تصفيات كأس الأمم الأفريقية 2021 |
| 18 | 16 نوفمبر 2020 | الملعب الوطني للرياضات، هراري، زيمبابوي    | زيمبابوي | 2–0   | 2–2     | تصفيات كأس الأمم الأفريقية 2021 |
| 19 | 29 مارس 2021   | ملعب مصطفى تشاكر، البليدة، الجزائر         | بوتسوانا | 3–0   | 5–0     | تصفيات كأس الأمم الأفريقية 2021 |
| 20 | 6 يونيو 2021   | ملعب مصطفى تشاكر، البليدة، الجزائر         | مالي     | 1–0   | 1–0     | ودية                            |
| 21 | 11 يونيو 2021  | الملعب الأولمبي حمادي العقربي، رادس، تونس  | تونس     | 2–0   | 2–0     | ودية                            |

## الإنجازات
ليستر سيتي
- الدوري الإنجليزي الممتاز (1): 2015–16[128]
- دوري البطولة الإنجليزية (1): 2013–14

مانشستر سيتي
- دوري أبطال أوروبا (1): 2022–23[129]
- الدوري الإنجليزي الممتاز (4): 2018–19، 2020–21، 2021–22، 2022–23[128]
- كأس الاتحاد الإنجليزي (2): 2018–19، 2022–23[130]
- كأس الرابطة الانجليزية (3): 2018–19،[131] 2019–20،[132] 2020–21[133]
- درع الاتحاد الإنجليزي (1): 2018[65]

الأهلي السعودي
- دوري أبطال آسيا للنخبة (1): 2024–25[134]

الجزائر
- كأس الأمم الإفريقية (1): 2019[135]

الفردية
- جائزة أفضل لاعب أفريقي: 2016[136]
- جائزة بي بي سي لأفضل لاعب كرة قدم أفريقي في السنة: 2016[44]
- الكرة الذهبية الجزائرية: 2015،[137] 2016[138]
- فريق العام من اتحاد لاعبي كرة القدم المحترفين: الدوري الإنجليزي الممتاز 2015–16[139]
- جائزة أفضل لاعب في إنجلترا: 2015–16[38]
- لاعب العام في نادي ليستر من جماهير اتحاد لاعبي كرة القدم المحترفين: 2016[140]
- لاعب العام في ليستر سيتي: 2015–16[141]
- جائزة أفضل لاعب عربي في العام من مجلة الهداف: 2016[142]
- جائزة الأسد الذهبي لأفضل لاعب إفريقي: 2016[143][144]
- تشكيلة العام من الكاف: 2016،[145] 2018،[146] 2019[147]
- فريق العام في كأس الأمم الأفريقية: 2019[148]
- أفضل هدف أفريقي في العام: 2019[149]
- فريق العام للكاف من الاتحاد الدولي لتاريخ وإحصاءات كرة القدم: 2020[150]
- فريق العقد للكاف من الاتحاد الدولي لتاريخ وإحصاءات كرة القدم 2011–2020[151]
- لاعب الشهر في مانشستر سيتي: أكتوبر 2018،[152] سبتمبر 2019،[153] ديسمبر 2019،[154] فبراير 2021[155]
- لاعب الشهر من جماهير اتحاد لاعبي كرة القدم المحترفين: مارس 2021[156]
- جائزة آلان هارداكر: 2021[157]

## وصلات خارجية
- رياض محرز على موقع الاتحاد الدولي (مؤرشف)  (الإنجليزية)
- رياض محرز على موقع الاتحاد الأوربي (الإنجليزية)
- رياض محرز على موقع رابطة كرة القدم الفرنسية للمحترفين (الإنجليزية)
- رياض محرز على موقع إي إس بي إن إف سي (الإنجليزية)
- رياض محرز على موقع قاعدة بيانات كرة القدم.إي يو (الإنجليزية)
- رياض محرز على موقع ليكيب (الفرنسية)
- رياض محرز على موقع ناشيونال فوتبول تيمز (الإنجليزية)
- رياض محرز على موقع Soccerbase.com (لاعب) (الإنجليزية)
- رياض محرز على موقع Soccerway.com (الإنجليزية)
- رياض محرز على موقع عالم كرة القدم.نت (الإنجليزية)
- اللاعب رياض محرز على موقع كووورة.